# Girl Who Got Away
Albums de Dido
Safe Trip Home
(2008) Still On My Mind
(2019)
Singles
1. Let Us Move On
Sortie : 17 décembre 2012
2. No Freedom
Sortie : 18 janvier 2013
3. End of Night
Sortie : 5 mai 2013

Girl Who Got Away  est le quatrième album studio de Dido. Il inclut les collaborations de son frère Rollo Armstrong, Sister Bliss, Lester Mendez, A. R. Rahman, Rick Nowels, Greg Kurstin, Jeff Bhasker, Kendrick Lamar, Rizzle Kicks et Brian Eno. Dido a révélé son titre le 8 novembre 2012 en postant une photo sur son compte Twitter.
L'album sort le 4 mars 2013, après deux singles sortis respectivement fin 2012 et début janvier 2013.

## Singles et promotion
Le 17 décembre 2012, le titre Let Us Move On est révélé au public via le site NPR, il s'agit d'une collaboration avec le rappeur américain Kendrick Lamar. Une vidéo avec les paroles a été réalisée quelques jours plus tard.  Les critiques de la presse et des auditeurs sont très enthousiastes, tous saluent le retour aux sources pour Dido. Également pour préparer le terrain à la suite de l'annonce de la sortie de l'album, la maison de disque offre le titre Thank You, enregistré en live acoustique aux studios Abbey Road à Londres le 30 novembre 2012 avec Adam Falkner et Pete Rinaldi du groupe One Eskimo. Quelques nouveaux morceaux de l'album y ont également été interprétés.

## Liste des titres
- 1 - No Freedom - Dido Armstrong, Rick Nowels
- 2 - Girl Who Got Away - Dido Armstrong, Rollo Armstrong
- 3 - Let us Move On (featuring Kendrick Lamar) - Dido Armstrong, Kendrick Duckworth, Rollo Armstrong, Jeff Bhasker, Patrick Reynolds
- 4 - Blackbird - Dido Armstrong, Rollo Armstrong
- 5 - End of Night - Dido Armstrong, Greg Kurstin
- 6 - Sitting on The Roof of The World - Dido Armstrong, Rollo Armstrong, Rick Nowels
- 7 - Love to Blame - Dido Armstrong, Rollo Armstrong, John Harrisson, Vera Bohl
- 8 - Go Dreaming - Dido Armstrong, Rollo Armstrong, Rick Nowels
- 9 - Happy New Year - Dido Armstrong, Greg Kurstin
- 10 - Loveless Heart - Dido Armstrong, Rollo Armstrong
- 11 - Day Before We Went to War - Dido Armstrong, Rollo Armstrong, Brian Eno

### Titres bonus de l'édition Deluxe
- 12 - Let us Move On (version Jeff Bhasker) - Dido Armstrong, Kendrick Duckworth, Rollo Armstrong, Jeff Bhasker, Patrick Reynolds
- 13 - All I See (featuring Pete Miser) - Dido Armstrong, Pete Ho
- 14 - Just Say Yes - Dido Armstrong, Rollo Armstrong, Lester Mendez
- 15 - Let's Run Away - Dido Armstrong, Greg Kurstin
- 16 - Everything to Lose (Armin Van Buuren Remix) - Dido Armstrong, Rollo Armstrong, Ayalah Bentovim
- 17 - Lost - Dido Armstrong, Jon Brion, Matt Chamberlain

### Titre supplémentaire de l'édition iTunes
- 18 - No Freedom (Benny Benassi remix) - Dido Armstrong, Rick Nowels

## Crédits
- Dido : Chant, claviers, basse
- Rick Nowels : Claviers, guitare
- Sister Bliss : Claviers, claviers additionnels
- Brian Eno : Claviers
- Greg Kurstin : Claviers, guitare, basse
- John Harrison : Basse
- Davide Rossi ; Cordes
- Sally Herbert : Arrangements et direction des cordes
- David Richard Campbell : Arrangements et direction des cordes
- Ash Soan : Batterie
- Plain Pat : programmation de la batterie
- UTRB : Programmation de la batterie
- Jody Linscott : Percussions
- Jeff Bhasker : Chœurs